# Ceramius maroccanus
Ceramius maroccanus är en stekelart som först beskrevs av Giordani Soika 1957.  Ceramius maroccanus ingår i släktet Ceramius och familjen Masaridae. Inga underarter finns listade.